# اوریکو
والدمار رودریگس مارتینس (به پرتغالی: Valdemar Rodrigues Martins) مشهور اوریکو (به پرتغالی: Oreco) به مهاجمگمدافع اهل برزیل است که در شهر سانتا ماریا (برزیل) و در تاریخ ۱۳ ژوئن ۱۹۳۲ به دنیا آمده‌است.

## باشگاهی
اوریکو در تیم فوتبال اینترناسیونال و کورینتیانس سابقهٔ حضور دارد.